# Bahnstrecke Suchdol nad Odrou–Fulnek
| Kursbuchstrecke (SŽ): | 277                  |                                                  |                                                  |
| Streckenlänge: | 9,593 km             |                                                  |                                                  |
| Spurweite: | 1435 mm (Normalspur) |                                                  |                                                  |
| Streckenklasse: | C3                   |                                                  |                                                  |
| Maximale Neigung: | 21 ‰                 |                                                  |                                                  |
| Streckengeschwindigkeit: | 60 km/h              |                                                  |                                                  |
| |                      |                                                  |                                                  |
| \| \| \| von Břeclav (vorm. KFNB) \| \| \| \| \| von Budišov nad Budišovkou (vorm. KFNB) \| \| \| \| 0,016 \| Suchdol nad Odrou früher Zauchtel \| Suchdol nad Odrou früher Zauchtel \| \| \| \| nach Nový Jičín (vorm. Neutitscheiner Lokalbahn) \| \| \| \| \| nach Petrovice u Karviné (vorm. KFNB) \| \| \| \| 4,695 \| Hladké Životice místní nádraží früher Seitendorf \| Hladké Životice místní nádraží früher Seitendorf \| \| \| \| Dálnice D1 \| \| \| \| 6,882 \| Stachovice früher Stachenwald \| Stachovice früher Stachenwald \| \| \| \| Husí potok \| \| \| \| 9,609 \| Fulnek \| Fulnek \| \| \| 9,740 \| \| \| |                      |                                                  |                                                  |
| Strecke |                      | von Břeclav (vorm. KFNB)                         | von Břeclav (vorm. KFNB)                         |
| Abzweig geradeaus und von links |                      | von Budišov nad Budišovkou (vorm. KFNB)          | von Budišov nad Budišovkou (vorm. KFNB)          |
| Bahnhof | 0,016                | Suchdol nad Odrou früher Zauchtel                | Suchdol nad Odrou früher Zauchtel                |
| Abzweig geradeaus und nach rechts |                      | nach Nový Jičín (vorm. Neutitscheiner Lokalbahn) | nach Nový Jičín (vorm. Neutitscheiner Lokalbahn) |
| Abzweig geradeaus und nach rechts |                      | nach Petrovice u Karviné (vorm. KFNB)            | nach Petrovice u Karviné (vorm. KFNB)            |
| Haltepunkt / Haltestelle | 4,695                | Hladké Životice místní nádraží früher Seitendorf | Hladké Životice místní nádraží früher Seitendorf |
| Strecke mit Straßenbrücke |                      | Dálnice D1                                       | Dálnice D1                                       |
| Haltepunkt / Haltestelle | 6,882                | Stachovice früher Stachenwald                    | Stachovice früher Stachenwald                    |
| Brücke über Wasserlauf |                      | Husí potok                                       | Husí potok                                       |
| Bahnhof | 9,609                | Fulnek                                           | Fulnek                                           |
| | 9,740                |                                                  |                                                  |

Die Bahnstrecke Suchdol nad Odrou–Fulnek ist eine regionale Eisenbahnverbindung in Tschechien, die ursprünglich von der k.k. priv. Kaiser Ferdinands-Nordbahn (KFNB) als  Lokalbahn Zauchtel–Fulnek erbaut und betrieben wurde. Sie verläuft von Suchdol nad Odrou (Zauchtel) nach Fulnek.
Nach einem Erlass der tschechischen Regierung ist die Strecke seit dem 20. Dezember 1995 als regionale Bahn („regionální dráha“) klassifiziert.

## Geschichte
Ursprünglich sollte Fulnek einen Bahnhof an der Hauptbahnverbindung Zauchtel–Troppau erhalten, deren Bau in den Jahren 1873–74 begonnen worden war. Die finanziellen Folgen der Wirtschaftskrise von 1873 ließen dieses Projekt jedoch scheitern.

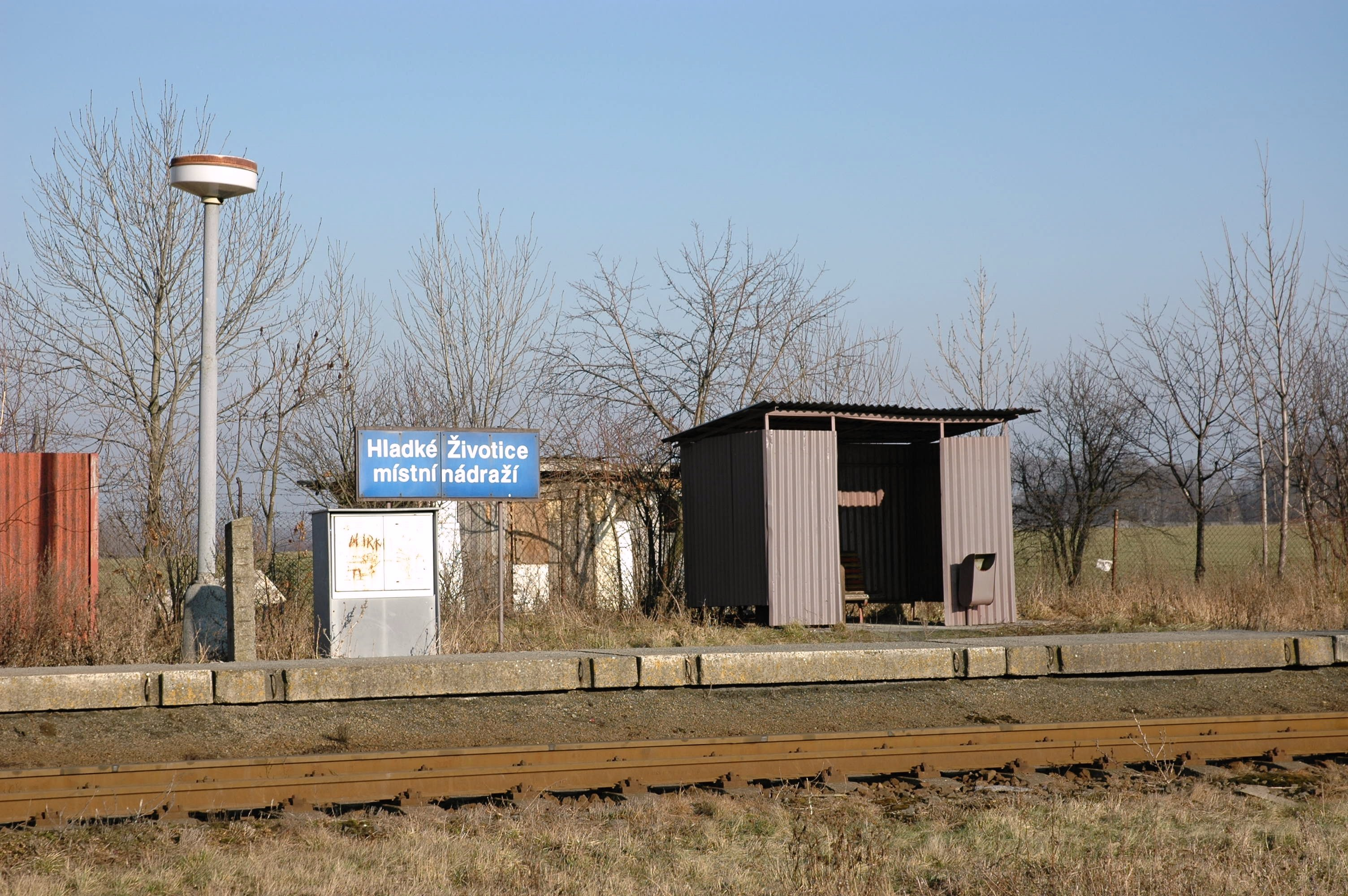
Haltestelle Hladké Životice místní nádraží (2008)

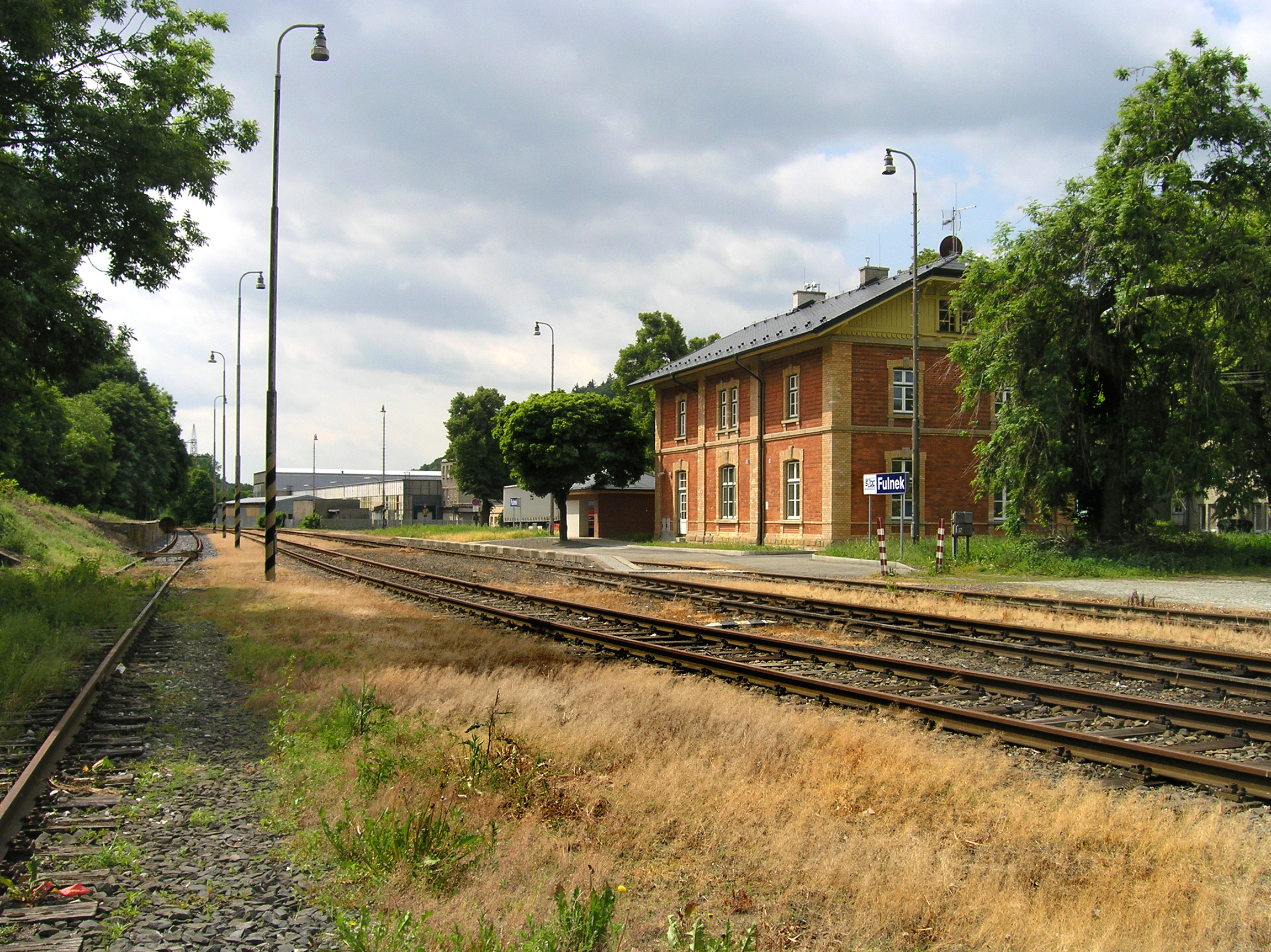
Bahnhof Fulnek (2012)

Die Konzession für die Lokalbahn Zauchtel–Fulnek erhielt die KFNB am 16. April 1890 gemeinsam mit den Strecken Zauchtel–Bautsch und Troppau–Bennisch. Teil der Konzession war die Verpflichtung, das Detailprojekt innerhalb von sechs Monaten zur Genehmigung einzureichen und den Bau nach Erhalt der Baubewilligung sofort zu beginnen und binnen einem und einem halben Jahr fertigzustellen. Ausgestellt war die Konzession bis zum 31. Dezember 1975. Eröffnet wurde die Strecke am 15. Oktober 1891. Den Betrieb führte die KFNB selbst aus.
Nach der Verstaatlichung der KFNB am 1. Jänner 1906 gehörte die Strecke zum Netz der k.k. Staatsbahnen (kkStB). Ab 1. Jänner 1907 übernahmen die kkStB auch die Betriebsführung. Im Jahr 1912 wies der Fahrplan der Lokalbahn sechs gemischte Zugpaare 2. und 3. Klasse aus. Sie benötigten für die zehn Kilometer lange Strecke bergwärts 32 Minuten.
Nach dem Ersten Weltkrieg kam die Strecke zu den neu gegründeten Tschechoslowakischen Staatsbahnen (ČSD).
Ende der 1920er Jahre kam es zu einer Verdichtung des Fahrplanes als auch zu einer Fahrzeitverkürzung auf 25 Minuten. Der Winterfahrplan von 1937/38 verzeichnete insgesamt acht Zugpaare.
Nach der Angliederung des Sudetengebietes an das Deutsche Reich im Herbst 1938 kam die Strecke zur Deutschen Reichsbahn, Reichsbahndirektion Oppeln. Im Reichskursbuch war die Verbindung nun als KBS 151d Zauchtel–Bautsch enthalten. Nach dem Ende des Zweiten Weltkriegs kam die Strecke wieder vollständig zu den ČSD.
Am 1. Januar 1993 ging die Strecke im Zuge der Auflösung der Tschechoslowakei an die neu gegründeten České dráhy (ČD) über.
Im Fahrplan 2012 wird die Strecke täglich im Zweistundentakt von Personenzügen bedient. Werktags verdichten weitere Züge das Angebot zu einem teilweisen Stundentakt.